# Bertina Henrichs
Bertina Henrichs, née en 1966 à Francfort, est une scénariste et romancière allemande. Elle réside actuellement en France. Son premier livre, La Joueuse d'échecs, écrit en français, a connu du succès et a été primé avec le prix premier roman de Culture et bibliothèques pour tous de la Sarthe en 2006.  
Elle tient un petit rôle dans le film d'Alex Lutz, Le Talent de mes amis, réalisé en 2015.

## Œuvres
- La Joueuse d'échecs, Liana Levi, 2005  (ISBN 2867464013)

- That's all right mama, Éditions du Panama, 2008  (ISBN 978-2755703665)
- Le Narcisse, Éditions du Cherche midi, 2010  (ISBN 978-2749117416)

## Prix
- 2006 : Prix premier roman de Culture et bibliothèques pour tous de la Sarthe pour La Joueuse d'échecs.